# 秃蜡瓣花
秃蜡瓣花（学名：Corylopsis sinensis var. calvescens）为金缕梅科蜡瓣花属下的一个变种。

## 扩展阅读
- 維基物種上的相關：秃蜡瓣花